# Charinus cubensis
Charinus cubensis es una especie de araña del género Charinus, familia Charinidae. Fue descrita científicamente por Quintero en 1983.
Habita en la región Caribe. El caparazón del macho holotipo descrito por Miranda, Giupponi, Prendini y Scharff en 2021 mide 1,80 mm de largo por 2,60 mm.